# Jérôme Baugnies
Jérôme Clément Baugnies (Zinnik, 1 april 1987) is een Belgisch wielrenner die anno 2020 rijdt voor Canyon dhb p/b Soreen. Voorheen reed hij onder meer voor Bodysol, Topsport Vlaanderen-Mercator en Team NetApp. In 2009 werd hij vijfde op het wereldkampioenschap op de weg bij de beloften, op een kleine minuut van winnaar Romain Sicard.
Baugnies woont sinds 2014 in Denderhoutem. Hij is de zoon van voormalig profwielrenner Jean-Louis Baugnies.
Na twee seizoenen bij Topsport Vlaanderen vertrok hij naar het Duits-Amerikaanse Team NetApp. Hier wist hij geen blijvende indruk te maken en moest hij na een seizoen vertrekken. Het jaar daarop reed hij als eliterenner zonder contract voor het continentale To Win-Josan. Dat jaar slaagde hij erin om onder meer de Kattekoers en het Belgisch kampioenschap wielrennen voor elite zonder contract te winnen. Dankzij deze prestaties tekende hij in 2014 een contract bij het procontinentale Wanty-Groupe Gobert.

## Belangrijkste overwinningen
2007
5e etappe Ronde van Lleida (ploegentijdrit)
2009
4e etappe Triptyque Ardennais
2010
Bergklassement Ronde van de Algarve
2013
Kattekoers
2e etappe Triptyque Ardennais
Eindklassement Triptyque Ardennais
 Belgisch kampioen op de weg, elite zonder contract
2014
2e etappe La Tropicale Amissa Bongo
1e etappe Tour des Fjords
2015
Druivenkoers Overijse
2016
Sprintklassement Ruta del Sol
3e etappe Ronde van Rhône-Alpes Isère
Internationale Wielertrofee Jong Maar Moedig
Druivenkoers Overijse
2017
Trofee Maarten Wynants
Druivenkoers Overijse
2018
Internationale Wielertrofee Jong Maar Moedig
GP Stad Zottegem

## Resultaten in voornaamste wedstrijden
| Jaar | Ronde van Vlaanderen | Amstel Gold Race | Luik-Bast.‑Luik | Waalse Pijl | Parijs-Tours | Eschborn-Frankfurt |
| ---- | -------------------- | ---------------- | --------------- | ----------- | ------------ | ------------------ |
| 2010 |                      | 38e              | 22e             | opgave      | 82e          |                    |
| 2011 |                      | 33e              | 35e             | 26e         |              | Zilver             |
| 2012 | 71e                  |                  |                 |             |              |                    |
| 2014 |                      | 89e              | 90e             | 117e        |              | ↑                  |
| 2015 |                      |                  | 92e             | 114e        | opgave       |                    |
| 2016 | opgave               |                  | opgave          | opgave      | 64e          |                    |
| 2017 |                      | 71e              | opgave          | opgave      |              | opgave             |
| 2018 |                      | 38e              | 83e             |             |              | 53e                |
| 2019 |                      | 103e             | opgave          |             |              | 80e                |

## Ploegen
- 2006 –  Bodysol-Win for Life-Jong Vlaanderen
- 2007 –  Davitamon-Win For Life-Jong Vlaanderen
- 2008 –  Davitamon-Lotto-Jong Vlaanderen
- 2009 –  Cinelli-Down Under[1] (tot 31-8)
- 2009 –  Josan Isorex Mercedes Benz Aalst-CT (vanaf 1-9)
- 2010 –  Topsport Vlaanderen-Mercator
- 2011 –  Topsport Vlaanderen-Mercator
- 2012 –  Team NetApp
- 2013 –  To Win-Josan Cycling Team
- 2014 –  Wanty-Groupe Gobert
- 2015 –  Wanty-Groupe Gobert
- 2016 –  Wanty-Groupe Gobert
- 2017 –  Wanty-Groupe Gobert
- 2018 –  Wanty-Groupe Gobert

Baugnies · Cordeel · Cornu · Crabbé · De Greef · De Ketele · De Neef · De Poortere · De Zutter · Lievens · Neyens · Paulissen · Poleunis · Roelandts · Schets · Van Avermaet · Van den Houte · Van Rij · Van Rooy · Vanendert · Vens
Baugnies · Claeys · Crabbé · Croket · De Greef · De Ketele · De Neef · De Poortere · De Zutter · Goddaert · Joseph · Leys · Mertens · Neyens · Paulissen · Poleunis · Roelandts · Schets · Sys · Van den Houte · Vanderaerden · Vandousselaere · Vens · Wynants
Baugnies · Claeys · Croket · De Keulenaer · De Neef · De Poortere · Devaere · Joseph · Maes · Mertens · Muys · Pieters · Soberon · Sys · Terweduwe · Van Guyse · Vandousselaere · Vanmarcke · Vens · Wynants
Baugnies · D'Amelio · De Weerdt · Fitzgerald · Furmston · Green · Hutchings · Jamieson · Mitchell · Nankervis · Roesems · Ronsse · Snape · Vandenbroucke · Walker · Wolfenbarger
Armée · Baugnies · Boeckmans · Coenen · De Gendt · De Ketele · Jacobs · G.Joseph · S.Joseph · Lodewyck · Mertens · Neirynck · Neyens · Steurs · Van Hecke · Van Staeyen · Van Vooren · Vanmarcke · Vandewalle · Vanspeybrouck · Jodts (stagiair) · Serry (stagiair) · Wallays (stagiair)
Armée · Baugnies · Boeckmans · Coenen · Cornu · De Ketele · De Vreese · Jacobs · Jodts · G.Joseph · S.Joseph · Mertens · Neirynck · Salomein · Serry · Steurs · Van Hecke · Van Staeyen · Van Vooren · Vanspeybrouck · Wallays · Waeytens (stagiair) 
Baugnies · Broeders · De Merlier · Doms · Elpers · Finders · Haverals · Michiels · Op 't Eynde · Schils · Simon · Stiens · Uyttersprot · Van de Waeter · Venneman · Wernimont · De Rooze (stagiair) · Pouilly (stagiair)
Backaert · Baugnies · De Greef · De Troyer · De Vreese · Degand · Drucker · Ghyselinck · Gilbert · Habeaux · Jans · M. Kreder · W. Kreder · Leukemans · Minnaard · Napolitano · Robert · Seeldraeyers · Selvaggi · Sijmens · Van Melsen · Vanlandschoot · Veuchelen · Maes (stagiair) · Seynaeve (stagiair)
Antonini · Backaert · Baugnies · De Greef · De Troyer · Devriendt · Dron · Eijssen · Gasparotto · Ghyselinck · Jans · Leukemans · Marcato · Minnaard · Napolitano · Robert · Selvaggi · Seynaeve · Van Melsen · Vanlandschoot · Veuchelen · Barroso (stagiair) · Callebaut (stagiair) · Stenuit (stagiair)
Antonini · Backaert · Baugnies · Degand · Dehaes · Devriendt · Doubey · Kreder · Levarlet · Martin · McNally · Meurisse · Minnaard · Napolitano · Offredo · Pasqualon · Smith · Stenuit · Van Keirsbulck · Van Melsen · Vanspeybrouck · Veuchelen · Dhaene (stagiair) · Gibbons (stagiair) · de Laat (stagiair)
Antonini · Backaert · Baugnies · De Clercq · Degand · Devriendt · Doubey · Dupont · Eiking · Kreder · Martin · McNally · Meurisse · Minnaard · Offredo · Pasqualon · Smith · Vallée · Van Keirsbulck · Van Melsen · Vanspeybrouck